# Всесвітній день захисту лабораторних тварин

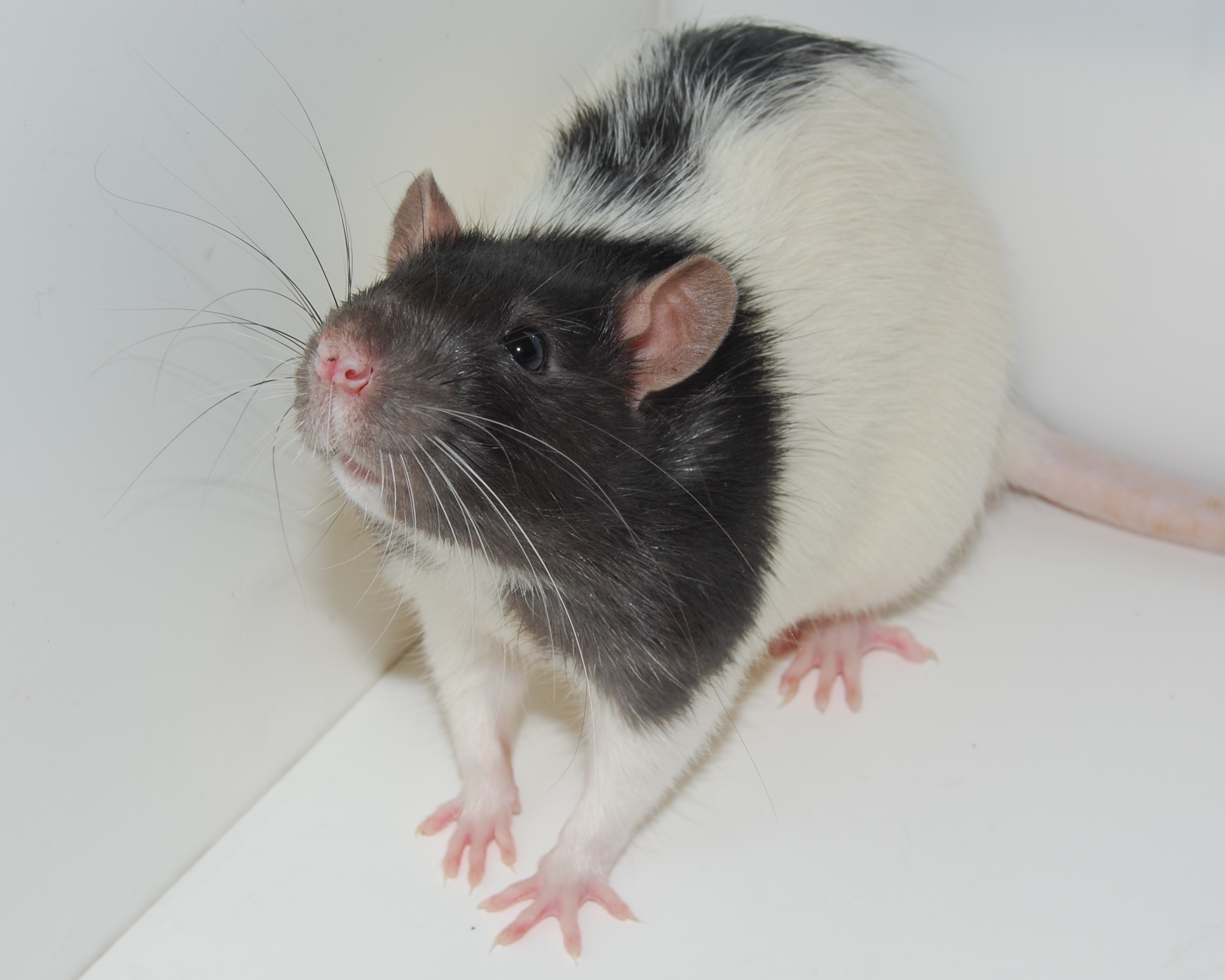
Лабораторний пацюк — одна з основних тварин для первинних лабораторних експериментів в галузі медицини ввиду легкості та дешевизни розмноження.

Всесвітній день захисту лабораторних тварин (ВДЗЛТ; також відомий як Всесвітній день лабораторних тварин) відзначається щороку 24 квітня. Цей тиждень став відомим як «Всесвітній тиждень захисту тварин у лабораторіях». Національне антивівісекційне товариство (НАВТ) описує цей день як «міжнародний день пам'яті» для тварин у лабораторіях.

## Історія
У 1979 році НАВТ встановило Всесвітній день захисту лабораторних тварин (який також називають Днем лабораторних тварин) 24 квітня — у день народження лорда Г'ю Даудінга. Цей міжнародний день вшанування пам'яті визнаний Організацією Об'єднаних Націй, і зараз його щорічно відзначають антивівісекціоністи на всіх континентах. У 1980 році «Люди за етичне поводження з тваринами» (ПЕТА), очолювані засновником ПЕТА Інгрід Ньюкірк, організували перший у США Всесвітній день захисту лабораторних тварин.
Сьогодні подія відзначається демонстраціями та протестами груп, які виступають проти використання тварин у дослідженнях. У квітні 2010 року протестувальники пройшли маршем центральною частиною Лондона із закликом припинити використання тварин у дослідженнях. Подібний марш відбувся у Бірмінгемі у 2012 році та в Ноттінгемі у 2014 році.
Всесвітній день та Всесвітній тиждень захисту тварин у лабораторіях також привернули увагу наукових груп, які захищають використання тварин у дослідженнях. 22 квітня 2009 року члени UCLA Pro-Test провели акцію на підтримку біомедичних досліджень на тваринах та засудили насильство та роздратування, спрямовані проти викладача професора Девіда Йенча від активістів із захисту тварин.
НАВТ та інші групи, які виступають проти досліджень на тваринах, заявляють, що Всесвітній день захисту тварин у лабораторіях визнаний ООН. Однак день не входить до офіційного списку свят ООН.